# Індіан-Спрінгс (Меріленд)
Індіан-Спрінгс (англ. Indian Springs) — переписна місцевість (CDP) в США, в окрузі Вашингтон штату Меріленд. Населення — 68 осіб (2020).

## Географія
Індіан-Спрінгс розташований за координатами 39°38′44″ пн. ш. 78°0′27″ зх. д. / 39.64556° пн. ш. 78.00750° зх. д. (39.645634, -78.007402).  За даними Бюро перепису населення США в 2010 році переписна місцевість мала площу 0,30 км², уся площа — суходіл.

## Демографія
Згідно з переписом 2010 року, у переписній місцевості мешкали 64 особи в 22 домогосподарствах у складі 18 родин. Густота населення становила 212 особи/км².  Було 27 помешкань (90/км²).
Расовий склад населення:
| - 100,0 % — білих |

До двох чи більше рас належало 0,0 %. Частка іспаномовних становила 0,0 % від усіх жителів.
За віковим діапазоном населення розподілялося таким чином: 28,1 % — особи молодші 18 років, 61,0 % — особи у віці 18—64 років, 10,9 % — особи у віці 65 років та старші. Медіана віку мешканця становила 40,0 року. На 100 осіб жіночої статі у переписній місцевості припадало 100,0 чоловіків;  на 100 жінок у віці від 18 років та старших — 109,1 чоловіків також старших 18 років.
Цивільне працевлаштоване населення становило 31 осіб. Основні галузі зайнятості: виробництво — 48,4 %, публічна адміністрація — 29,0 %, роздрібна торгівля — 22,6 %.